# Castro Barros (La Rioja)
Castro Barros es una localidad del Departamento General Belgrano, de la provincia de La Rioja, Argentina.
Actualmente, la principal vía de acceso es la Ruta nacional 38. Hasta finales de la década de 1990, la localidad contaba con el servicio ferroviario del Ramal A del Ferrocarril Belgrano.
La localidad y la antigua estación ferroviaria recibieron su nombre en memoria de Pedro Ignacio de Castro Barros.
Castro Barros cuenta con una escuela de nivel primario y un centro de atención primaria en salud.

## Geografía

### Población
Cuenta con 116 habitantes (Indec, 2010), lo que no representa cambio significativo frente a los 115 habitantes (Indec, 2001) del censo anterior.
| Gráfica de evolución demográfica de Castro Barros entre 1991 y 2010 |
|                                                                     |
| Fuente: Censos nacionales del INDEC                                 |

### Sismicidad
La sismicidad de la región de La Rioja es frecuente y de intensidad baja, y un silencio sísmico de terremotos medios a graves cada 30 años en áreas aleatorias.